# تران فان فو (لاعب كرة قدم)
تران فان فو (بالفيتنامية: Trần Văn Vũ)‏ هو لاعب كرة قدم فيتنامي في مركز قلب الدفاع، ولد في 15 أبريل 1994 في فيتنام. لعب مع Khatoco Khanh Hoa FC ‏.

## وصلات خارجية
- تران فان فو (لاعب كرة قدم) على موقع قاعدة بيانات كرة القدم.إي يو (الإنجليزية)
- تران فان فو (لاعب كرة قدم) على موقع Soccerway.com (الإنجليزية)